# Lijst van rijksmonumenten in De Waal
De plaats De Waal telt 14 inschrijvingen in het rijksmonumentenregister. Hieronder een overzicht.
| Object | Oorspronkelijke functie? | Bouwjaar                                         | Architect | Locatie            | Coördinaten?                 | Nr.?    | Afbeelding                                                                                                |
| --- | ------------------------ | ------------------------------------------------ | --------- | ------------------ | ---------------------------- | ------- | --- |
| Bijgebouw naast gesloopte vermaning | Woonhuis                 |                                                  |           | Vermaningspad 2    | 53° 4' 20" NB, 4° 49' 22" OL | 35143   | Meer afbeeldingen                                                                                         |
| Stolphoeve waarvan het ingebouwde woonhuis een verdieping heeft. In 2023 uitgeschreven uit het monumentenregister. Het gebouw is daarna gesloopt | Boerderij                |                                                  |           | Nieuwlanderweg 93  | 53° 5' 57" NB, 4° 47' 56" OL | (35144) | Meer afbeeldingen                                                                                         |
| Gaaf pandje met houten voorschot | Woonhuis                 |                                                  |           | Hogereind 37       | 53° 4' 22" NB, 4° 49' 25" OL | 35145   | Gaaf pandje met houten voorschot                                                                          |
| Pandje met houten voorschot | Woonhuis                 |                                                  |           | Hogereind 26       | 53° 4' 22" NB, 4° 49' 22" OL | 35146   | Meer afbeeldingen                                                                                         |
| Landelijk pand onder zadeldak tegen afgeknotte halsgevel                                                                                         | Boerderij                |                                                  |           | Hogereind 25       | 53° 4' 22" NB, 4° 49' 21" OL | 35147   | Meer afbeeldingen                                                                                         |
| Langgerekt woonhuis met houten topje | Woonhuis                 |                                                  |           | Hogereind 23       | 53° 4' 22" NB, 4° 49' 20" OL | 35148   | Meer afbeeldingen                                                                                         |
| Hersteld pandje waarvan brede gevel aan de straat                                                                                                | Woonhuis                 |                                                  |           | Hogereind 22       | 53° 4' 21" NB, 4° 49' 21" OL | 35149   | Hersteld pandje waarvan brede gevel aan de straat                                                         |
| Landelijk pand onder zadeldak tegen afgeknotte halsgevel                                                                                         | Woonhuis                 |                                                  |           | Hogereind 21       | 53° 4' 22" NB, 4° 49' 19" OL | 35150   | Meer afbeeldingen                                                                                         |
| Diep pand waarvan een gevel aan de straat met houten voorschot waarin luik. Achterbouw en schuur                                                 | Woonhuis                 |                                                  |           | Hogereind 20       | 53° 4' 21" NB, 4° 49' 20" OL | 35151   | Diep pand waarvan een gevel aan de straat met houten voorschot waarin luik. Achterbouw en schuur          |
| Aardig gelegen laag pand met lange gevel aan de straat, waarboven houten dakkapel                                                                | Woonhuis                 |                                                  |           | Hogereind 7        | 53° 4' 22" NB, 4° 49' 16" OL | 35152   | Aardig gelegen laag pand met lange gevel aan de straat, waarboven houten dakkapel                         |
| Stolpschuur "Bakkersboe". Fraai in landschap gelegen boet. Stolpschuur. Rieten dak                                                               | Boerderij                |                                                  |           | Oosterenderweg 11A | 53° 4' 24" NB, 4° 49' 51" OL | 35252   | Stolpschuur "Bakkersboe". Fraai in landschap gelegen boet. Stolpschuur. Rieten dak                        |
| Fraai in landschap gelegen boet. Rieten kap | Boerderij                |                                                  |           | Tienhoven 8        | 53° 3' 57" NB, 4° 48' 39" OL | 35266   | Meer afbeeldingen                                                                                         |
| Grote boet met op de houten voorgevel geschilderde deurboog (gebruikelijk motief van Texelse boerderijen)                                        | Boerderij                |                                                  |           | Oosterenderweg 8   | 53° 4' 19" NB, 4° 49' 45" OL | 35271   | Grote boet met op de houten voorgevel geschilderde deurboog (gebruikelijk motief van Texelse boerderijen) |
| Terrein waarin overblijfselen van nederzettingen                                                                                                 | Archeologisch monument   | Romeinse Keizertijd, vroege en late Middeleeuwen |           |                    | 53° 4' 37" NB, 4° 49' 21" OL | 46036   | Terrein waarin overblijfselen van nederzettingen                                                          |